# Баньоли-ди-Сопра
Баньоли-ди-Сопра (итал. Bagnoli di Sopra) — коммуна в Италии, располагается в провинции Падуя области Венеция.
Население составляет 3882 человека, плотность населения составляет 114 чел./км². Занимает площадь 34 км². Почтовый индекс — 35023. Телефонный код — 049.
Покровителем коммуны почитается архангел Михаил, празднование 29 сентября.